# Pierre-Hervé Grosjean
Pour les articles homonymes, voir Grosjean.
Pierre-Hervé Grosjean, né le 27 janvier 1978, est un prêtre catholique français spécialisé dans les sujets éthiques et bioéthique et un blogueur influent. Il se fait connaître, par son utilisation des réseaux sociaux, ses livres ainsi que par le blog Padreblog, qu'il a créé en 2007 avec deux autres prêtres et qu'il a animé jusqu'en 2020.

## Biographie
Après son baccalauréat, il est admis en classe préparatoire au Prytanée de La Flèche. C’est ensuite au sein du scoutisme qu'il trouve sa vocation, au contact d’un aumônier. Entré au séminaire de la Fraternité saint-Pierre à Wigratzbad en Allemagne à 19 ans en 1996, il est ordonné à Versailles, le 27 juin 2004 par l'évêque Éric Aumonier. Il devient alors vicaire à la cathédrale Saint-Louis de Versailles, avant de rejoindre la paroisse d'Houilles-Carrières-sur-Seine. Il est nommé curé de la paroisse de Saint-Cyr-l'École en 2012. Il est titulaire d'une licence de théologie morale, soutenue en octobre 2007 à l'Institut catholique de Paris.
Nommé secrétaire général de la commission « Éthique et Politique » du diocèse de Versailles, il s'occupe des questions concernant la politique, la bioéthique et l'éthique économique auprès d'Éric Aumonier. Dans ce cadre, il crée le Cercle Aletheia, un think tank regroupant des chrétiens exerçant des responsabilités dans la vie du pays,, et les universités d'été Acteurs d'Avenir qui rassemblent chaque année 200 étudiants dans le but de « former les décideurs chrétiens de demain »,.
Fervent utilisateur des réseaux sociaux, l'abbé Grosjean se fait également connaître par son utilisation de Twitter, Facebook. Il publie également régulièrement des tribunes dans Le Figaro.
Lors des débats liées au mariage pour tous, il connaît une exposition médiatique importante, étant régulièrement invité lors d'émissions télévisées pour débattre avec différents membres du gouvernement.
En septembre 2013, il est nommé par son évêque Éric Aumonier, doyen du doyenné de Plaisir pour le diocèse de Versailles.
Le 10 janvier 2019, il est nommé curé de la paroisse de Montigny-Voisins-le-Bretonneux,, successeur de Bruno Valentin, nommé évêque auxiliaire de Versailles. Dans cette nouvelle paroisse, il est responsable du chantier de la nouvelle église Saint-Joseph-le-Bienveillant.
Le 27 septembre 2024 il célèbre les obsèques de Philippine Le Noir de Carlan, une jeune femme de 19 ans retrouvée morte dans le bois de Boulogne quelques jours plus tôt.
Le 30 avril 2025, il est nommé curé du groupement paroissial du Chesnay Rocquencourt.

### Padreblog
Très médiatique, et actif sur Internet et les réseaux sociaux, il crée en 2007 avec deux autres prêtres, Pierre Amar et Guillaume Seguin,, un proche de Vincent Bolloré, le blog Padreblog, qui s'exprime sur des sujets d'actualité. En septembre 2014, ils sont rejoints par trois autres prêtres contributeurs. En septembre 2020, l'abbé Grosjean transmet le Padreblog à une nouvelle équipe constituée de quatre prêtres : les pères Jean-Baptiste Bienvenu, Grégoire Sabatié-Garat, Jean-Baptiste Siboulet et Pierre Amar.

## Prises de position
L'abbé Grosjean prend souvent position sur des sujets de société ou d'actualité dans la presse ou sur son blog : la loi Taubira,, la « théorie du genre », le célibat des prêtres,, la pédophilie dans l'Église ou encore le rôle des chrétiens dans la société,.

## Ouvrages
- Aimer en vérité, éditions Artège, avril 2014, 148 p. (ISBN 978-2-36040255-7)
- Catholiques engageons-nous !, éditions Artège, avril 2016, 196 p. (ISBN 978-2-36040-876-4)
- Donner sa vie, éditions Artège, mai 2018, 164 p. (ISBN 979-10-336-0765-6)
- Être prêt, éditions Artège, mars 2021, 192 p. (ISBN 979-10-336-1086-1)